# Mr. Hankey’s Christmas Classics
Это статья о музыкальном альбоме. Об эпизоде South Park см. Классические рождественские песни от мистера Хэнки.
Mr. Hankey’s Christmas Classics — третий музыкальный альбом, выпущенный в 1999 году, на основе сериала «Южный парк». Содержание альбома основывается на эпизоде сериала «Классические рождественские песни от мистера Хэнки» (315).

## Об альбоме
Если в мультфильме звучит 10 песен, включая одну, не вошедшую в альбом (рождественское попурри в исполнении Санта-Клауса и Иисуса), то в альбоме выпущено 18 композиций. Песня в исполнении Санты и Иисуса не вошла в альбом, поскольку на некоторые из вошедших в состав попурри песен было сложно купить авторские права.
Песня «The Lonely Jew On Christmas» в исполнении Кайла Брофловски не звучала в серии «Классические рождественские песни от мистера Хэнки», однако звучала (в укороченном, по сравнению с альбомной версией, варианте) в серии 110 «Мистер Хэнки, рождественская какашка». Оттуда же, но уже без изменений взята песня мистера Хэнки «Santa Claus On His Way».
В альбомной версии «Dreidel, Dreidel, Dreidel» один куплет поёт Айк Брофловски. В мультфильме этого нет.
Песня «The Most Offensive Song Ever» — одна из немногих в «Южном парке», где отчётливо слышно пение (точнее, бормотание) Кенни Маккормика, который и поёт offensive — «отвратительную» часть текста. Возможно, неразборчивый вокал Кенни был введён авторами песни в качестве самоцензуры. Однако, в Интернете выложена альтернативная версия песни, полностью спетая мистером Хэнки; текст песни говорит о сексуальных приключениях девы Марии, а также намекает на скандал с Биллом Клинтоном и Моникой Левински.

## Список композиций
1. «Mr. Hankey the Christmas Poo» (Cowboy Timmy) — 02:16
2. «Merry Fucking Christmas» (Мистер Гаррисон) — 02:04
3. «O Holy Night» (Эрик Картман) — 01:57
4. «Dead, Dead, Dead» (Джуан Шварц и детский хор Саут-Парка) — 02:13
5. «Carol of the Bells» (Мистер Мэки) — 00:57
6. «The Lonely Jew On Christmas» (Кайл Брофловски) — 02:46
7. «I Saw Three Ships» (Шелли Марш) — 01:02
8. «It Happened in Sun Valley» (Стэн Марш и Венди Тестабургер) — 02:21
9. «O Tannenbaum» (Адольф Гитлер) — 01:10
10. «Christmas Time In Hell» (Сатана) — 02:15
11. «What The Hell Child Is This?» (Шеф) — 04:28
12. «Santa Claus Is On His Way» (Мистер Хэнки) — 00:28
13. «Swiss Colony Beef Log» (Эрик Картман) — 02:16
14. «Hark! The Herald Angels Sing» (Детский хор Саут-Парка) — 00:40
15. «Dreidel, Dreidel, Dreidel» (Семья Брофловских, Эрик Картман и Стэн Марш) — 03:20
16. «The Most Offensive Song Ever» (Кенни Маккормик и мистер Хэнки) — 03:00
17. «We Three Kings» (Мистер Оз) — 00:51
18. «Have Yourself A Merry Little Christmas» (Мистер Хэнки, Стэн, Кайл и Картман) — 02:30